# Valerian Kujbysjev
Valerian Vladimirovitj Kujbysjev, född (25 maj g.s.) 6 juni 1888 i Omsk, Akmolinsk oblast, död 25 januari 1935 i Moskva, var en sovjetisk politiker.
Kujbysjev var ursprungligen kadett, kom tidigt i kontakt med revolutionära kretsar och blev 1905 medlem av bolsjevikpartiet. Kujbysjev var många år förvisad till Sibirien. Vid ryska revolutionens utbrott i mars 1917 befann han sig i Samara, där han efter oktoberrevolutionen övertog makten och i spetsen för en röd armé upptog striden med Aleksandr Koltjak. Kujbysjev spelade en ledande roll vid bolsjevikregimens införande i sydöstra Ryssland.
Efter revolutionen intog Kujbysjev en ledande ställning inom partiet och statsstyrelsen. Han blev 1922 ledamot av partiets centralkommitté, 1927 av politbyrån samt var 1922–1923 partisekreterare. 1923–1927 var han folkkommissarie för arbetar- och bondeinspektionen, 1926–1930 ordförande i högsta ekonomiska rådet och 1930–1935 ordförande i den statliga planeringskommissionen samt vice ordförande i folkkommissariernas råd. Efter hans död, av naturliga orsaker, namnändrades staden Samara och området Samara oblast  (1935–1991) till Kujbysjev.